# Constituição da Mongólia
A Constituição da Mongólia (em mongol:  Монгол Улсын Үндсэн Хууль, Mongol Ulsīn Ündsen Húlĭ, "Lei Geral do Estado Mongol") é a atual constituição da Mongólia. 
Foi adotada em 13 de janeiro de 1992, entrou em vigor em 12 de fevereiro e passou por alterações em 1999 e 2001. A nova constituição estabeleceu uma democracia representativa em toda a Mongólia, garantindo o direito à liberdade de religião, viagem, expressão, direitos inalienáveis, organização política, ciclo eleitoral e outros assuntos. Foi escrita após a Revolução Mongol de 1990 e dissolveu a República Popular da Mongólia. Consiste de um preâmbulo seguido de seis capítulos divididos em 70 artigos.
É muito próxima e/ou inspirada nas constituições ocidentais em termos de liberdade de imprensa, direitos inalienáveis, liberdade de viajar, entre outros direitos. 
As constituições anteriores haviam sido adotadas em 1924, 1940 e 1960. 

## Capítulos

### Capítulo Um
Declara a soberania e a integridade territorial do estado da Mongólia. Define o relacionamento entre religião e estado. Define o emblema, bandeira e hino da Mongólia.

### Capítulo Dois
Especifica os direitos civis, políticos e humanos do indivíduo. Liberdade de religião, expressão, imprensa, e o direito ao voto. Determina a igualdade perante a lei. O direito a cuidados de saúde, educação e propriedade intelectual. Também lista os deveres do cidadão, incluindo o pagamento de impostos e o serviço nas forças armadas.

### Capítulo Três
Define a estrutura do sistema jurídico e a forma da república. Descreve a estrutura do governo. 

### Capítulo Quatro
Codifica os distritos administrativos da Mongólia e descreve a relação entre os governos nacional e local.

### Capítulo Cinco
Estabelece um Tribunal Constitucional para tomar decisões sobre a interpretação da constituição.

### Capítulo Seis
Descreve o processo de emendas para alterar a constituição.